# Daniel Caines

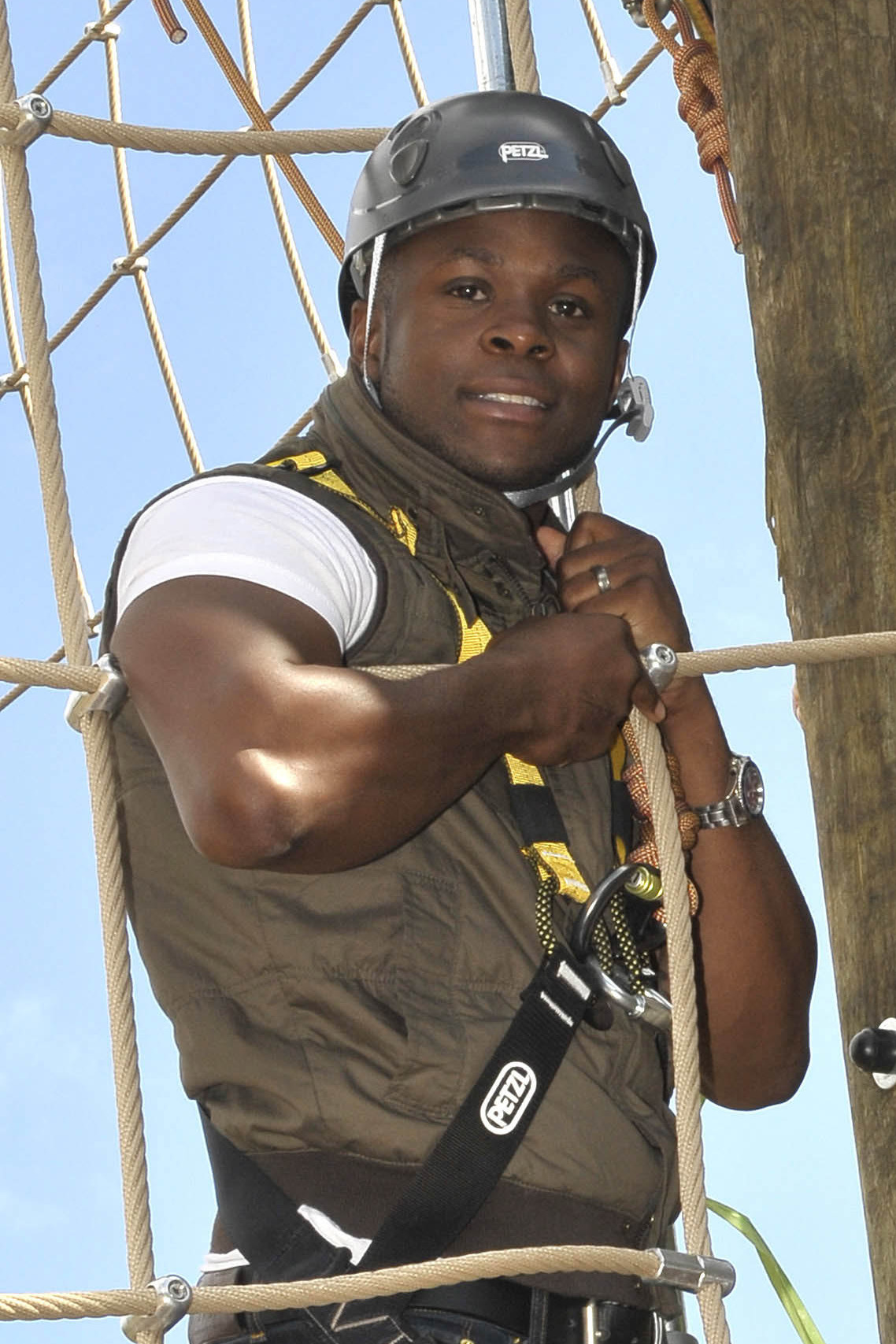
Daniel Caines

Daniel Caines, född den 15 maj 1979 i Solihull, är en brittisk friidrottare som tävlar huvudsakligen på 200- och 400 meter.
Caines deltog vid Olympiska sommarspelen 2000 i Sydney där han blev utslagen i semifinalen på 400 meter. Hans stora genombrott kom när han vid inomhus-VM 2001 i Lissabon vann guld på 400 meter på tiden 46,40. Vid EM 2002 i München blev han guldmedaljör i stafett, 4 x 400 meter. Dessutom blev han bronsmedaljör individuellt på 400 meter. Vid VM inomhus 2003 slutade han tvåa på 400 meter efter USA:s Tyree Washington på tiden 45,43. Vidare blev han bronsmedaljör vid samma mästerskap i stafett efter USA och Jamaica. Samma år deltog han vid VM utomhus där han blev utslagen i semifinalen.
Caines deltog även vid Olympiska sommarspelen 2004 men då blev han utslagen redan i kvalet.

## Personliga rekord
- 200 meter - 20,84
- 400 meter - 44,98